# Reserva da Faia Brava
A Reserva da Faia Brava é uma área protegida de âmbito privado localizada no Vale do Côa, Portugal. Foi a primeira e é (atualmente) a única área protegida privada em Portugal.
A Reserva da Faia Brava foi criada em 2010, através do Aviso n.º 26026/2010, de 14 de dezembro, compreende uma área aproximada de 214 hectares (área classificada) e uma expressiva biodiversidade. A reserva foi criada com o objetivo da conservação do britango (Neophron percnopterus) e da águia de Bonelli (Aquila fasciata) no Vale do Coa.
A sua área extende-se pelos concelhos de Algodres e Vale de Afonsinho (concelho de Figueira de Castelo Rodrigo) e freguesia de Cidadelhe (concelho de Pinhel). Está integrada na Zona de Protecção Especial do Vale do Côa e no Parque Arqueológico do Vale do Côa.
A gestão da reserva é realizada pela organização não governamental Associação Transumância e Natureza (ATNatureza), estando a sua sede localizada em Figueira de Castelo Rodrigo.
Entre a fauna da reserva destacam-se o britango (Neophron percnopterus), águia de Bonelli (Aquila fasciata), Andorinhão-real (Apus melba) e chasco-preto (Oenanthe leucura).

## Turismo de natureza
A reserva pode ser visitada, existindo 3 estruturas de alojamento (ecolodge) e uma área de campismo com infraestruturas anexas de cozinha, balneários e área
de merendas.
Podem ser realizadas várias atividades turísticas de elevado interesse ambiental/cultural, tais como:
- Visita-guiada geral pela propriedade;
- Observação de aves e possibilidade de fotografia/filmagem num abrigo fotográfico;
- Visitação do núcleo de pinturas rupestres das Lapas Cabreiras;
- Realização de percursos pedestres.

### Percursos pedestres
- Troço da Grande Rota do Vale do Côa (GRVC) que atravessa a Faia Brava;
- Trilho dos sobreiros - percurso em torno da área de campismo que inclui um exemplar de sobreiro com cerca de 500 anos classificado como “árvore de interesse público”;
- Trilho da Barca e dos Moleiros - percorrem o planalto até ao rio Côa, de visitação condicionada dado atravessarem habitats sensíveis em regeneração.